# Artemisia leucophylla
Artemisia leucophylla là một loài thực vật có hoa trong họ Cúc. Loài này được (Turcz. ex Besser) Pamp. mô tả khoa học đầu tiên năm 1930.